# Septoria bromi
Septoria bromi är en svampart som beskrevs av Sacc. 1878. Septoria bromi ingår i släktet Septoria och familjen Mycosphaerellaceae.   Inga underarter finns listade i Catalogue of Life.